# Стюарт, Кимберли
Ки́мберли Ала́на Стюа́рт (англ. Kimberly Alana Stewart; 20 августа 1979, Холмби-Хиллс, Лос-Анджелес, Калифорния, США) — американская актриса, телевизионный продюсер, фотомодель и дизайнер.

## Биография

### Ранние годы
Кимберли Алана Стюарт родилась 20 августа 1979 года в Холмби-Хиллсе (Лос-Анджелес, Калифорния, США) в семье музыканта Рода Стюарта (род.1945) и его первой жены, актрисы и модели Аланы Стюарт (девичья фамилия — Коллинз; род. 1945), которые развелись в 1984 году. У Кимберли есть младший брат — Шон Родерик Стюарт (род.1980) и 7 сводных братьев и сестёр.

### Карьера
Кимберли начала свою карьеру в качестве дизайнера в возрасте 19-ти лет.
Позже также начала карьеру актрисы, продюсера и фотомодели.
В 2006-м Стюарт стала лицом джинсовой марки 'Blend'. Также к тому времени она уже выпускала собственную линию модной одежды и разрабатывала обувь. Согласно проведенному британским журналом 'FHM' опросу, на 2007-й год Кимберли считалась одной из самых интересных холостячек в мире; голосовавшие оценивали кандидаток по богатству и внешнему виду.

### Личная жизнь
Осенью 2005 года Кимберли была помолвлена с актёром Таланом Торриро (род.1986).
Была замечена в компании с валлийским актёром Рисом Ивансом.
В апреле 2011 года стало известно, что Кимберли беременна от актёра Бенисио Дель Торо, хотя отношений у них толком не было. Их дочь, Делайла Женевьева Стюарт-Дель Торо, родилась 21 августа 2011 года.
То, что на данный момент она встречается с солистом группы «One Direction» Гарри Стайлсом, оказалось слухом.

## Фильмография
актриса
| Год  |   | Русское название         | Оригинальное название    | Роль        |
| ---- | - | ------------------------ | ------------------------ | ----------- |
| 2001 | с | Возвращение в Калифорнию | Going to California      | Клэр        |
| 2002 | с | Неопределившиеся         | Undeclared               | Аманда Хэйт |
| 2010 | с | Пуаро Агаты Кристи       | Agatha Christie's Poirot | Дорис       |
| 2011 | ф | Возвращение домой        | Homecoming               | Джейн       |
| 2011 | ф | Потерянное озеро         | Lost Lake                | Ким         |

продюсер
- 2007 — Жизнь с… Кимберли Стюарт/Living with… Kimberly Stewart